# تریگال، نیو ساوت ولز
تریگال (به انگلیسی: Terrigal) یک حومه شهر در استرالیا است که در نیو ساوت ولز واقع شده‌است.